# Franklin (Wisconsin)
Franklin ist eine Stadt (mit dem Status „City“) im Milwaukee County im US-amerikanischen Bundesstaat Wisconsin. Das U.S. Census Bureau hat bei der Volkszählung 2020 eine Einwohnerzahl von 36.816 ermittelt.
Die Stadt Franklin ist wie das gesamte Milwaukee County Bestandteil der Metropolregion Milwaukee.

## Geografie
Franklin liegt im südlichen Vorortbereich der Stadt Milwaukee im Südosten Wisconsins. Die Stadt liegt zu beiden Seiten des Root River, der im benachbarten Racine County in den Michigansee mündet.
Die geografischen Koordinaten von Franklin sind 42°53′57″ nördlicher Breite und 88°00′08″ westlicher Länge. Das Stadtgebiet erstreckt sich über eine Fläche von 89,85 km².
Das Stadtzentrum von Milwaukee liegt 23 km nordöstlich. Weitere Städte in der näheren und weiteren Umgebung sind West Allis (17,1 km nördlich), Wisconsins Hauptstadt Madison (131 km westlich), Chicago im benachbarten Bundesstaat Illinois (136 km südlich) und Racine (34,6 km südöstlich).

## Verkehr
Durch Franklin verläuft der U.S. Highway 45, der im Stadtzentrum auf die Wisconsin State Highways 36 und 100 trifft.
14,1 km nordöstlich der Stadt befindet sich der Milwaukee Mitchell International Airport von Milwaukee.

## Bevölkerung
Nach der Volkszählung im Jahr 2010 lebten in Franklin 35.451 Menschen in 13.642 Haushalten. Die Bevölkerungsdichte betrug 394,6 Einwohner pro Quadratkilometer. In den 13.642 Haushalten lebten statistisch je 2,45 Personen.
Ethnisch betrachtet setzte sich die Bevölkerung zusammen aus 87,1 Prozent Weißen, 4,9 Prozent Afroamerikanern, 0,4 Prozent amerikanischen Ureinwohnern, 5,4 Prozent Asiaten sowie 0,8 Prozent aus anderen ethnischen Gruppen; 1,5 Prozent stammten von zwei oder mehr Ethnien ab. Unabhängig von der ethnischen Zugehörigkeit waren 4,5 Prozent der Bevölkerung spanischer oder lateinamerikanischer Abstammung.
21,6 Prozent der Bevölkerung waren unter 18 Jahre alt, 65,0 Prozent waren zwischen 18 und 64 und 13,4 Prozent waren 65 Jahre oder älter. 48,9 Prozent der Bevölkerung waren weiblich.
Das mittlere jährliche Einkommen eines Haushalts lag bei 76.426 USD. Das Pro-Kopf-Einkommen betrug 35.703 USD. 4,8 Prozent der Einwohner lebten unterhalb der Armutsgrenze.

## Trivia
2022 erklärte die North American Vexillological Association die Flagge von Franklin zu einer der 25 vexillologisch schlechtesten der USA.

## Bekannte Bewohner
- Thomas F. Konop (1879–1964) – demokratischer Abgeordneter des US-Repräsentantenhauses (1911–1917) – geboren in Franklin
- Delbert Lamb (1914–2010) – Eisschnellläufer – gestorben in Franklin